# ويليام جون سيمبسون
ويليام جون سيمبسون هو سياسي كندي، ولد في 23 نوفمبر 1851، وتوفي في 27 أكتوبر 1901 بلاشوت في كندا. حزبياً، نشط في Conservative Party of Quebec (historical) ‏. وقد انتخب عضو الجمعية الوطنية في كيبك ‏.